# Валентин, Карл
Карл Валентин (Фалентин, нем. Karl Valentin, наст. имя Валентин Людвиг Фей, нем. Valentin Ludwig Fey; 4 июня 1882, Мюнхен — 9 февраля 1948, там же) — немецкий комик, артист кабаре, кинорежиссёр, автор скетчей и куплетов.

## Биография
Валентин Людвиг Фей родился в пригороде Мюнхена, в 1888—1895 годах посещал народную школу, затем выучился на столяра и работал по специальности до 1901 года. В рабочей самодеятельности раскрылся его юмористический дар, и в 1902 году Валентин Фёей «повесил на гвоздь» свою профессию, — сейчас этот гвоздь, давший начало крылатому выражению с лёгкой руки Карла Валентина, можно увидеть вбитым в стену одного из залов богатого на забавные экспонаты и причудливые документы Музея Валентина и Карлштадт в Мюнхене (нем. Karl-Valentin-Museum). Взяв себе сценическое имя Карл Валентин, он начал выступать в варьете в качестве куплетиста, аккомпанируя себе на мандолине.
После неудачных гастролей в разных городах Карл Валентин в 1908 году вернулся в Мюнхен. Здесь к нему впервые пришёл успех с монологом собственного сочинения «Аквариум». Валентин был приглашён в «Фольксзенгербюне» (Volkssängerbühne), где вскоре получил признание, выступая от случая и к случаю и на других сценах. В 1911 году он познакомился с Элизабет Веллано (1892—1960), двумя годами позже ставшей его постоянной партнёршей под сценическим именем Лизль Карлштадт.
В 1912 году Валентин увлёкся кинематографом; первым его фильмом стала 8-минутная «Свадьба Карла Валентина» — сатира на институт брака. Он создал в общей сложности около 40 фильмов, в основном короткометражных; нередко просто снимал на киноплёнку свои сценические скетчи.
После прихода к власти нацистов в 1933 году Валентин не эмигрировал из Германии, как многие его друзья; относился к нацистскому режиму скептически, но от высказываний на политические темы воздерживался.
За годы своей сценической деятельности Карл Валентин создал и блистательно исполнил более 450 одноактовых пьесок, миниатюр, скетчей и куплетов. Его в значительной степени созданная на основе абсурдно-логического словотворчества драматургия, оказавшая влияние на многих современников, в том числе на Бертольта Брехта, была обозначена Куртом Тухольским как «адский танец Благоразумия вокруг обоих полюсов Сумасшествия».

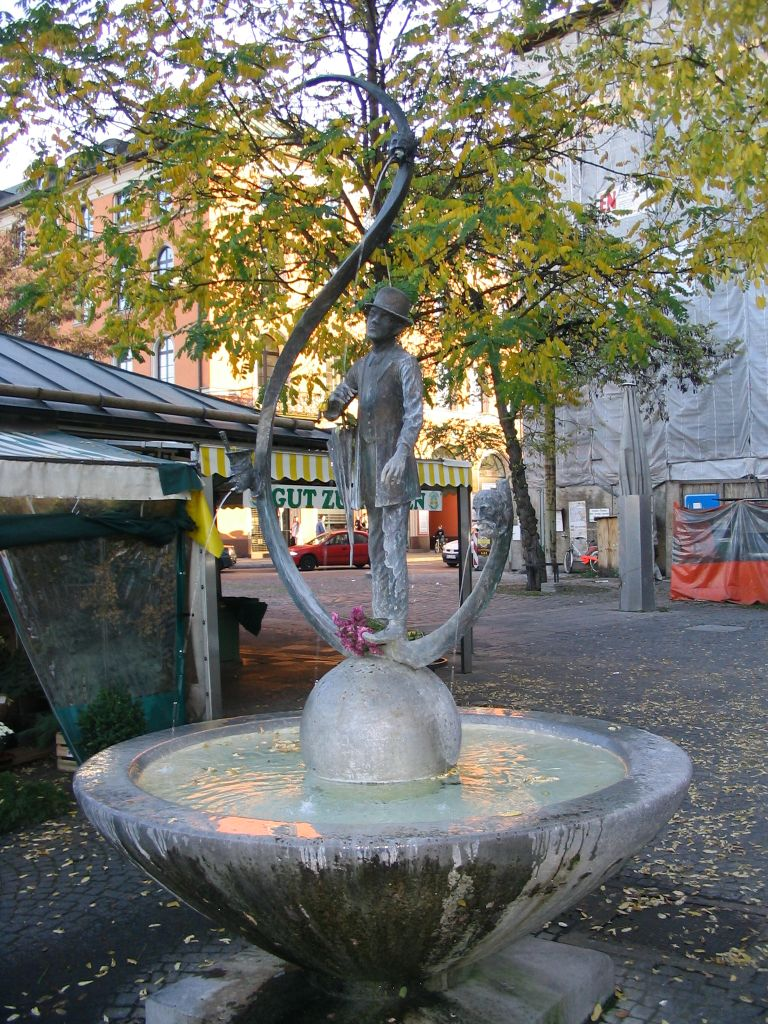
Фонтан Карла Валентина на площади Виктуалиенмаркт в Мюнхене

Не имевший постоянной работы, страдавший от недоедания Валентин умер от воспаления лёгких после переохлаждения, полученного после того, как он по недосмотру оказался запертым на ночь в одном из неотапливаемых мюнхенских театров. Похоронен в Планеге под Мюнхеном.

### Орден шутки
Орден Карла Валентина, учреждённый мюнхенским карнавальным «Обществом дураков» (нем. «Narrenhalla»), в честь артиста. В дни фашинга орденом награждаются деятели политики, науки, искусства (из разных стран) за остроумную публично произнесённую речь, шутку, цитату. Среди награждённых орденом: Франц Йозеф Штраус, Ханс Дитрих Геншер, Бруно Крайский и др.

## Творчество

### Фильмография
- 1913 — Свадьба Карла Валентина / Karl Valentins Hochzeit (короткометражный, 8 мин.)
- 1913 — Веселые бродяги / Lustigen Vagabunden (короткометражный, 5 мин.)
- 1914 — Новый стол / Neue Schreibtisch (короткометражный, 8 мин.)
- 1922 — Мистерии одной парикмахерской / Mysterien eines Frisiersalons (совместно с Э. Энгелем и Б. Брехтом; короткометражный, 25 мин.)
- 1923 — На Октоберфесте / Auf der Oktoberfestwiese (короткометражный, 12 мин.)
- 1929 — Эксцентрик / Sonderling
- 1932 — В фотоателье / Im Photoatelier (короткометражный, 23 мин.)
- 1932 — Проданная невеста / Die verkaufte Braut (первый звуковой фильм Валентина)
- 1933 — Репетиция оркестра / Orchesterprobe (короткометражный, 22 мин.)
- 1933 — Проклятый прожектор / Verhexte Scheinwerfer (короткометражный, 20 мин.)
- 1934 — Поход в театр / Theaterbesuch (короткометражный, 25 мин.)
- 1934 — Конфирмант / Firmling (короткометражный, 23 мин.)

- 1934 — В музыкальном магазине / Im Schallplattenladen (короткометражный, 18 мин.)
- 1935 — Вишни в соседском саду / Kirschen in Nachbars Garten
- 1936 — Роковое соло / Verhaengnisvolle Geigensolo (короткометражный, 17 мин.)
- 1936 — Наследство / Erbschaft (короткометражный, 20 мин.)[6]
- 1936 — Гром, молния и солнечный свет / Donner, Blitz und Sonnenschein
- 1937 — Навеки твой / Ewig Dein
- 1938 — Мюнхен / München
- 1941 — В аптеке / In der Apotheke